# Aleksander Raichman
Aleksander Raichman (Varsóvia, 13 de novembro de 1890 — Campo de concentração de Sachsenhausen, julho ou agosto de 1940) foi um matemático polonês.
Trabalhou principalmente com análise real e estatística.

## Vida
Raichman nasceu no Congresso da Polônia, pertencente entao ao Império Russo. Estudou em Paris, onde obteve licenciatura em 1910. Em 1919 foi assistente na Universidade de Varsóvia. Doutorado em 1921 pela Universidade de Leópolis, orientado por Hugo Steinhaus. Em 1922 foi professor na Universidade Livre de Varsóvia e após sua habilitação em 1925 foi Privatdozent na Universidade de Varsóvia, onde trabalhou até 1939. Por ser judeu foi preso pela Gestapo e morto no campo de concentração de Sachsenhausen.
Na década de 1930 participou dos seminário de Jacques Hadamard no Collège de France. Interessou-se principalmente por séries de Fourier. Seu mais famoso aluno foi Antoni Zygmund, com quem publicou três artigos e que organizou na Universidade de Chicago um grupo de estudos sobre análise harmônica. Zygmund dedicou a sua obra monumental Trigonometric Series ao seu mestre Raichman (e ao seu aluno Józef Marcinkiewicz) e escreveu também em 1987 um artigo comemorativo sobre Raichman. O Centro Internacional de Matemática Banach organizou em 2000 um simpósio em memória de Marcinkiewicz, Raichman e Zygmund.
Raichman é epônimo da "Álgebra de Raichman" e da "Massa de Raichman".